# Way Panas
Way Panas is een bestuurslaag in het regentschap Tanggamus van de provincie Lampung, Indonesië. Way Panas telt 2162 inwoners (volkstelling 2010).